# ناهض الريس
ناهض منير الريِّس (1356- 1431 هـ / 1937- 2010 م) حقوقي وسياسي وعسكري ومفكِّر فلسطيني، وأديب كاتب وشاعر ومترجم، ووزير عدل سابق في السلطة الوطنية الفلسطينية. ولد في غزة ودرس في القاهرة وعاش في دمشق وتوفي في غزة. وهو ابن المناضل الفلسطيني منير محمد الريِّس، ووالد العالمة النحوية المحققة د. سناء ناهض الريِّس.

صورة نادرة في بيَّارة منير الريِّس رئيس بلدية غزة، يستضيف وفدًا من الأدباء والوجهاء. الوقوف في الأمام: الثاني من اليسار منير الريِّس، وعن يساره الشاعر القروي رشيد سليم الخوري، وعن يساره الأديب محمد سعيد العريان. وخلفه ناهض منير الريِّس، وعن يمينه الشاعر هارون هاشم رشيد. والجلوس: محمد شهاب مفتش التربية والتعليم، وبشير الريِّس مدير التربية والتعليم في قطاع غزة، وداود الصايغ عضو المجلس البلدي، وصحفي، وزهير الريِّس رئيس تحرير جريدة أخبار فلسطين.

## ولادته وتحصيله

ناهض الريِّس في شبابه عام 1954م

ولد أبو منير، ناهض بن منير الريِّس في مدينة غزة، يوم الخميس 10 شعبان 1356هـ الموافق 14 أكتوبر (تشرين الأول) 1937م، لأسرة غَزِّية عريقة عُرفت بالوطنية والثقافة، وهو الابن البِكر لرئيس بلدية غزة منير محمد الريِّس الذي اشتَهَر بالزعامة الوطنية والأدب.
درس ناهض المرحلتين الابتدائية والإعدادية في مدرسة الإمام الشافعي في غزة، وأكمل المرحلة الثانوية في مدرسة فلسطين الثانوية الفرع الأدبي. وفي عام 1954 شارك مع بعض زملائه في قيادة المظاهرات المطالبة بالتجنيد وحمل السلاح، وبدأ الكتابة في الصُّحف المحلية "الجهاد المقدَّس" و"اللواء".
ثم انتقل إلى مصر عام 1956 لدراسة الحقوق، وحصل عام 1959 على الإجازة (بكالوريوس) من كلية الحقوق جامعة القاهرة. وفي تلك المرحلة ألَّف أول كتاب له بعنوان "كلمة في الكِيان الفلسطيني". وشارك في تأسيس الاتحاد العام لطلبة فلسطين بالقاهرة عام 1958، وحضر عام 1959 أولَ مؤتمر عام للطلَّاب العرب في القاهرة، شاركت فيه وفودٌ من الأقطار العربية والآسيوية والإفريقية والأوربية والأمريكية، وانبثقَ عن المؤتمر الاتحادُ العامُّ للطلاب العرب، وانتُخب الريِّس نائبًا للرئيس. وفي القاهرة كان يسكن في مِنطقة الأورمان قربَ جامعة القاهرة، في بيت واحد مع كل من محمد أبو ميزر (أبو حاتم)، وسعد الدين الغندور، وفيه شهد اجتماعًا لميشيل عفلق زعيم حزب البعث بالبعثيين العرب من غير المصريين، عام 1959.

## وظائفه ونضاله
عقب حصوله على شهادة الحقوق عاد إلى غزة، وشارك في كتابة المقالات في جريدة أخبار فلسطين، ثم عُيِّن عام 1964 وكيلًا للنائب العام في مدينة غزة حتى عام 1965. ثم ترك عمله وتطوَّع ضابطًا في جيش التحرير الفلسطيني في قطاع غزة، بعد أن خضع للدراسة والتدريب عامًا كاملًا في مصر؛ في كلية الضبَّاط الاحتياط في فايد، ثم في مدرسة المشاة في القاهرة، وتخرَّج برتبة ملازم أول. كُلِّف فصيله في حرب عام 1967 الدفاعَ عن (المنطار)، وأصيب بجراح في معركة الدفاع عن الموقع. واضطُرَّ عام 1968 مع بعض مجموعاته بعد المطاردة الشَّرسة من قِبَل قوات الاحتلال إلى مغادرة قطاع غزة إلى صحراء سيناء، ومنها إلى الأردن عبر النقب، وهناك التحقَ من جديد بقوات التحرير الشعبية في جرش. وتبوَّأ عدَّة مناصب في الأردن، منها: نائب قائد قوات التحرير جنوب البحر الميت، وقائد إحدى القواعد في الجبال المشرفة على غور فيفا، والمدَّعي العام في قيادة الكفاح المسلَّح في عمَّان.
وعقب معارك أيلول 1970 انتقل إلى دمشق في مطلع عام 1971، وتقلَّد منصب مدير القضاء العسكري في قيادة جيش التحرير بدمشق، ثم رئيس أركان قوات التحرير الشعبية. ثم لقي الشهيد كمال عدوان واتفق معه على الانضمام لصفوف حركة التحرير الوطني الفلسطيني (فتح)، فصار أحدَ قادة القطاع الغربي في حركة فتح في بيروت الذي قاده المناضل خليل الوزير«أبو جهاد». وتولى الريس مسؤولية العمليات في قطاع غزة منذ عام 1973 إلى 1982، إضافة إلى مسؤوليات أُخرى كلَّفه إياها الرئيس ياسر عرفات.
وحين وقع الانشقاق الداخلي في حركة فتح بقيادة أبو موسى (سعيد مراغة) وأبو خالد العملة، تنحَّى الريِّس جانبًا ولزم بيته، ثم ترك بيروت ليقيم مع أسرته في دمشق وقد كانت مستقرَّة في الرمثا، وليتفرَّغ للتأليف ونظم الشعر، والمشاركة في نشاطات الاتحاد العام للكتَّاب والصَّحَفيين الفلسطينيين بإلقاء المحاضرات والأمسيَّات الشعرية. وقد كان الريِّس شاعرًا بامتياز، صدرت له مجموعات شعرية عديدة، وشارك في بداية تسعينيات القرن الماضي في تأليف كلمات أغاني سلسلة المدن الفلسطينية.
عاد إلى قطاع غزة عام 1994 بعد عودة السلطة الوطنية، وعُيِّن قاضيًا ومستشارًا بالمحكمة العليا. ثم انتُخِبَ عضوًا في المجلس التشريعي الفلسطيني بعد الانتخابات العامة الفلسطينية عام 1996، وقد حصل على 40,959 صوتًا في دائرة محافظة غزة ممثلًا عن حركة فتح. وشغل منصبَ النائب الأول لرئيس المجلس التشريعي في الدورتين الأولى والثانية، ورأسَ لجنة صياغة القانون الأساسي. ومع تشكيل حكومة أحمد قريع الثانية أواخر عام 2003 أُسنِدَت إليه حقيبة وِزارة العدل حتى أوائل عام 2005، وقد شهدت الوِزارة في عهده الكثير من الإصلاحات، ثم عُيِّن رئيسًا لمجلس القضاء الأعلى في السلطة الفلسطينية.
اعتمدت اللجنة المركزية لحركة فتح في 29 يناير 2006، قرار المجلس الثوري السادس لحركة فتح الصادر في 7 نوفمبر 2005، اعتبار كل من رشح نفسه للانتخابات التشريعية الفلسطينية الثانية ولم يلتزم بقرارات الحركة، اعتباره خارج صفوف الحركة وأطرها.
في 7 فبراير 2007، قرر أمين سر اللجنة المركزية لحركة فتح فاروق القدومي إعادة الاعتبار التنظيمي اعتبارًا من 1 يناير 2007 لكل من فُصل من الحركة عام 2006 جراء ترشحه خارج كتلة حركة فتح البرلمانية في الانتخابات التشريعية الفلسطينية 2006.
ومع وقوع الانقسام الفلسطيني وسيطرة حركة المقاومة الإسلامية (حماس) على قطاع غزة صيف عام 2007، وقف إلى جانب حماس وكان يعبِّر عن آرائه في عدَّة زوايا يكتبها بالصُّحف الفلسطينية. ومما قاله في هذا الصدد: إن حركة حماس بسيطرتها على قطاع غزة استبقَت ضربة كانت ستوجَّه إليها من الأجهزة الأمنية للسلطة الفلسطينية، وحمَّل تلك الأجهزة وقاداتها المسؤولية عن المرحلة القاسية التي يعيشها الفلسطينيون. وأكد أن القطاع بعد سيطرة حماس عليه يعيش حالةً من الأمن والاستقرار لم يشهدها منذ زمن الحكومة المصرية التي كانت في غزة ما بين 1948 و1976، وأصبح بحر غزة شاهدًا على استتباب الأمن بعد أن تحوَّل متنفَّسًا للناس.

## مؤلفاته وآثاره

### مؤلفات
1. كلمة في الكِيان الفلسطيني، 1963م.
2. ماذا نأخذ بالمفاوضات؟ (تأليف، وترجمة للفصول التي كتبها عيزر وايزمان وموشي ديان عن تفاصيل مباحثات كامب ديفيد عام 1978م)، 1983م.
3. رجال الدولة الأحياء في الكِيان الصِّهْيَوني: لمحة عن خلفياتهم وأفكارهم وصراعاتهم، 1985م.[21]
4. نظرات في هموم الوطن، 1998م.[9]
5. ألف عدو خارج البيت: تجرِبة نائب فلسطيني في زمن الاختلاطات، 2000م.
6. اللاجئون الفلسطينيون: تاريخ وحقائق وإحصاءات.
7. إصلاح السُّلطة الوطنية بين كيد الأعداء وسوء الأداء، 1423هـ/ 2002م
8. فلسطين في الزمن الحاسم، 2005م.
9. ناهض الريس يبعث إلى أحبابه ثلاث رسائل مفتوحة: إلى إخوته في فتح، وإخوته في الفصائل، وإخوته في حماس، 1428هـ/ 2007م.
10. ماذا جرى في غزة: انقلاب أم ثورة؟ 2007م.
11. القدس بين زيف القانون الإسرائيلي وعجز القانون الدَّولي.
12. مفكرة الأم المربية: بناء الأم بناء الأمَّة.[22]
13. غزة في بطن الحوت: من أتون التجرِبة، 2009م.
14. الديمقراطية والشُّورى وتداول السُّلطة: دراسة نظرية وعملية مقارنة على ضوء الواقع العالمي الراهن، بالاشتراك مع د. محمد سعيد العمور.[23]
15. مذكِّرات ضابط فلسطيني (الجزء العسكري من سيرته)، تقديم اللواء مصباح صقر.
16. منير الريِّس وزمنه: صفَحات مطوية من تاريخ قطاع غزة، تقديم الشاعر المناضل عمر خليل عمر.[24]

### أعمال أدبية
1. أنشودة القسَّام وقصائد أخرى (مجموعة شعرية)، 1978، و1982م.[9]
2. عندما يُزهر البرتقال (مجموعة شعرية)، 1978م.
3. حقيبة قائد اللواء (رواية، سلسلة الأشبال 1)، 1981م.
4. زيتون الرَّامة (رواية، سلسلة الأشبال 2)، 1981م.
5. أوزان باسمة: كتاب فُكاهي للأذكياء يُخالط ضَحِكَه بعضُ البكاء (شعر ونثر)، 1985م.
6. غناء إلى مدن فلسطين (مجموعة أغنيَّات شعرية)، 1986م.[21]
7. مجموعة أقاصيص للأطفال والناشئين (تسع قصص)، 1987م.
8. مجموعة أقاصيص للأطفال والناشئين (اثنتا عشرة قصة)، 1989م.
9. ممالك النارنج (شعر) تقديم أحمد عبد المعطي حجازي، 2007م.[23]
10. البيَّارة الضائعة (رواية)، 2010م.[24]
11. خير الدين بربروس أمير البحار (مسلسل تلفازي).

### ترجمات
1. حرب العصابات، تأليف إرنستو تشي جيفارا، 1965م.
2. فنسنت فان جوخ: الرواية الكلاسيكية لحياة عاشها بين الشهوة والحِرمان، تأليف إيرفنج ستون، 1989م.[24]

ونشر مئات الدراسات والمقالات في مجلات وصُحُف لبنانية وسورية وخليجية، فضلًا عن صحف منظمة التحرير الفلسطينية. منها: مجلة الآداب البيروتية، والأيام، والقدس، وأخبار فلسطين، والقبَس، والبيان، والحرس الوطني، وإلى الأمام، وإبداع، والحياة الجديدة. وفي الصحيفة الأخيرة كان له عمود أسبوعي تحت عنوان "أسبوعيات نائب".

## كتب عنه
- قدمت الباحثة شيماء عامر دراسة عن شعره بعنوان: "التشكيل الجمالي في شعر ناهض منير الريِّس"، لنيل شهادة ماجستير من الجامعة الإسلامية في غزة، يوم الأربعاء 7 أبريل 2021، وقد منحت الشهادة بمرتبة امتياز.[26]

## وفاته
توفي ناهض الريس في غزَّة، يوم الثلاثاء 28 ربيع الآخر 1431هـ الموافق 13 أبريل 2010م، عن عمر ناهز 73 عامًا، في إثر صراع طويل مع المرض، ودُفن في غزَّة. وقد نعته حركة حماس، وكتلة التغيير والإصلاح ممثلتها في المجلس التشريعي الفلسطيني، وحركة الجهاد الإسلامي. وتخليدًا لذكراه افتُتح شارع في غزة باسم شارع المفكر ناهض الريِّس.

## الملاحظات
1. ↑  ذكر محمد محمد حسن شراب في كتابه "شعراء فلسطين في العصر الحديث" أن تاريخ حصول ناهض الريِّس على الشهادة في الحقوق هو عام 1963، وتابعه على ذلك خليل محمود الصمادي في كتابه "معجم شعراء فلسطين في العصر الحديث والمعاصر"!
2. ↑   ورد في موقع الجزيرة نت: أنه مع تشكيل أول حكومة فلسطينية في عهد الرئيس الراحل ياسر عرفات عام 1999 التي كانت برئاسة أحمد قريع أُسندت إلى ناهض الريِّس حقيبة وزارة العدل. وهذا غير صحيح! وذكر محمد خير رمضان يوسف في "تتمة الأعلام" 9/ 301، وفي "تكملة معجم المؤلفين" 7/ 20 أن الريِّس عُيِّن وزيرًا في أول حكومة فلسطينية عام 1420هـ. وهذا غير صحيح أيضًا! فإن أول حكومة فلسطينية كانت برئاسة ياسر عرفات  بتاريخ  5 مارس 1994 وهو موافق لـ 23 رمضان 1414هـ. والصواب أن ناهض الريِّس تولى الوزارة في الحكومة الفلسطينية الثامنة، وهي حكومة أحمد قريع الثانية، من 11 نوفمبر 2003 حتى 24 فبراير 2005م، وهو موافق لـ 17 رمضان 1424 إلى 15 المحرَّم 1426هـ. فليُتنبَّه فإن كثيرًا من المواقع الشبكية تابعت الجزيرة على خطئها!

## وصلات خارجية
- موقع الأديب الفلسطيني ناهض الريس